# Coniopteryx simplicior
Coniopteryx simplicior är en insektsart som beskrevs av Meinander 1972. Coniopteryx simplicior ingår i släktet Coniopteryx och familjen vaxsländor. Inga underarter finns listade i Catalogue of Life.